# Аржанников, Андрей Васильевич
Андрей Васильевич Аржанников (род. 1948) — российский учёный, доктор физико-математических наук, профессор кафедры физики плазмы Новосибирского государственного университета.

## Биография
Родился 25 августа 1948 года в посёлке Подгорный Шелаболихинского района Алтайского края.
Окончил Новосибирский радиотехнический техникум (1964—1968), физфак Новосибирского государственного университета по специальности «Физика» и «Прикладная математика» (1973) и аспирантуру Института ядерной физики СО АН СССР по специальности «Физика и химия плазмы» (1978).
С 1973 года работает в Институте ядерной физики СО АН СССР (РАН): стажер-исследователь (1973—1975), аспирант (1975—1978), младший научный сотрудник (1979—1981), старший научный сотрудник (1981—1993), ведущий научный сотрудник (1993−2002) с 2002 главный научный сотрудник.
С 1989 г. по совместительству работает в Новосибирском государственном университете: ассистент (1989—1991), доцент кафедры общей физики (1991—1992), затем доцент (1992—1995), профессор кафедры физики плазмы (с 1995). В 2000—2010 декан физфака НГУ. Читает спецкурс «Мощные электронные и ионные пучки», общий курс «Экологические проблемы Земли и роль физики в их решении», ведёт занятия в лабораторных практикумах по электромагнетизму и атомной физике, семинарские занятия по курсу электродинамики. Автор (соавтор) учебно-методических пособий и разработок.

## Научная деятельность
Специалист в области генерации сильноточных релятивистских электронных пучков и их релаксации при взаимодействии с электромагнитными волнами в вакууме и плазме.
Основные направления научной деятельности:
- изучение процессов, происходящих в плазме, нагретой до термоядерных температур, при коллективном торможении в ней сильноточных релятивистских электронных пучков (РЭП),
- создание генераторов мощного когерентного миллиметрового и субмиллиметрового излучения.

Совместно с сотрудниками и учениками обнаружил и исследовал ряд новых физических явлений: накачку сильной ленгмюровской турбулентности в плазме пучками релятивистских электронов, формирование аномально малой длины релаксации сильноточных РЭП в плазме, подавление продольной электронной теплопроводности в плазме за счёт турбулентных пульсаций, возникновение коллективного механизма передачи энергии от плазменных электронов к ионам. Совместно с Г. Я. Кезерашвили поставил уникальный эксперимент по регистрации редких событий нейтронного выхода, сопровождающего химические реакции.
Ученые степени:
- кандидат физико-математических наук, тема диссертации «Макроскопические характеристики взаимодействия релятивистского электронного пучка с плазмой в магнитном поле» (1980);
- доктор физико-математических наук, тема диссертации «Микросекундные ленточные пучки с энергосодержанием в сотни килоджоулей» (1994).

Учёные звания:
- старший научный сотрудник по специальности «физика и химия плазмы» (1985);
- доцент по кафедре общей физики (1995);
- профессор по кафедре физики плазмы (1998).

Член Международного научно-исследовательского общества Sigma Xi (с 2003). С 2006 г. главный редактор журнала «Вестник НГУ. Серия: Физика» (с 2017 «Сибирский физический журнал»).

## Сочинения
- Килоамперные электронные пучки для накачки колебаний в вакууме и плазме [Текст] : [монография] / А. В. Аржанников, С. Л. Синицкий ; Министерство образования и науки Российской Федерации, Новосибирский национальный исследовательский государственный университет. — Новосибирск : НГУ, 2016. — 257 с. : ил.; 25 см; ISBN 978-5-4437-0579-8 : 75 экз.
- Ленточные микросекундные электронные пучки с энергозапасом в сотни килоджоулей : Генерация, транспортировка и преобразование для нагрева плазмы : диссертация … доктора физико-математических наук : 01.04.08. — Новосибирск, 1993. — 281 с. : ил.